# 施內克山 (阿爾高阿爾卑斯山脈)
47°23′0″N 10°23′0″E / 47.38333°N 10.38333°E

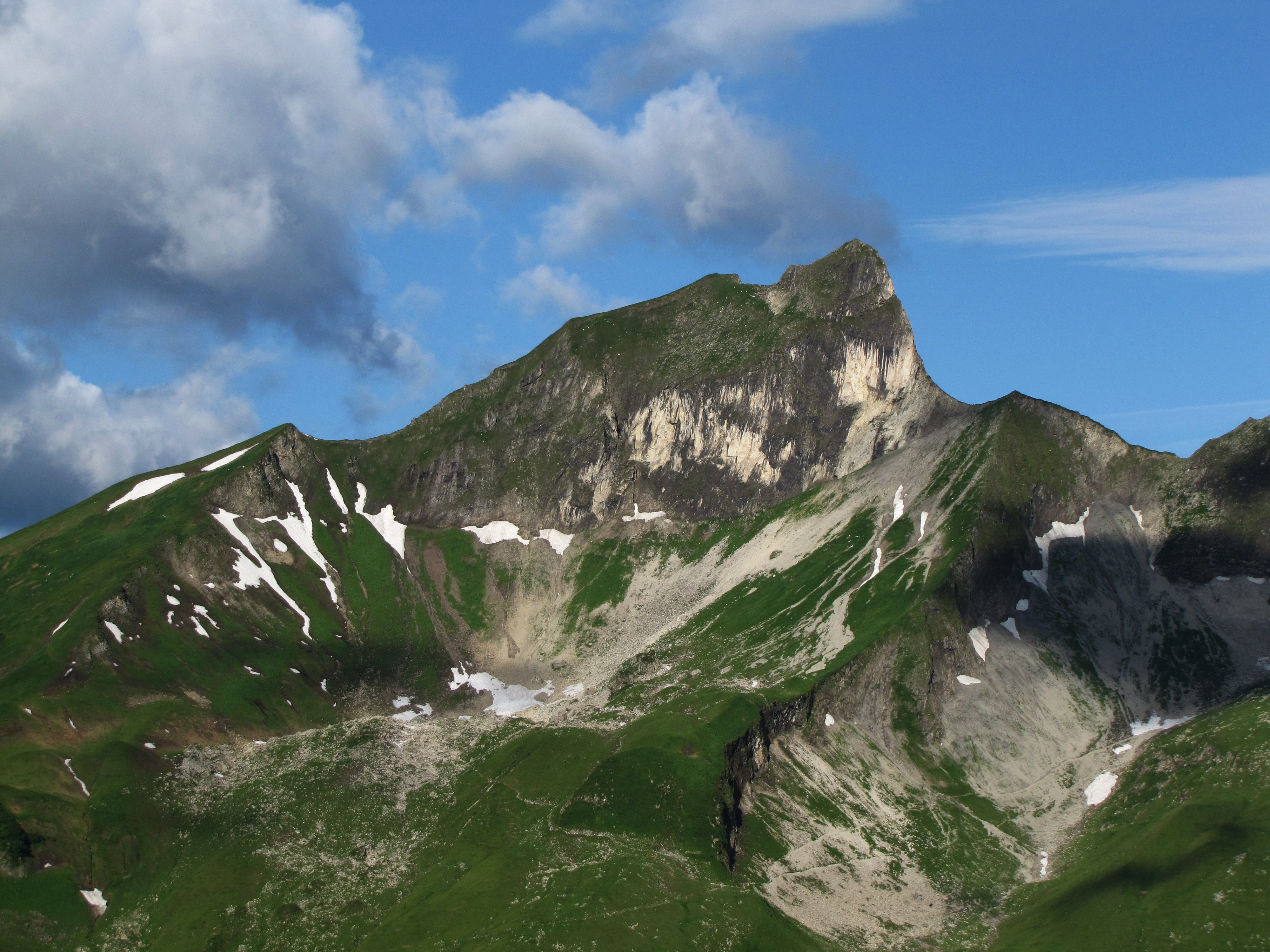

施內克山（德語：Schneck），是德國的山峰，位於該國東南部，由巴伐利亞負責管轄，屬於阿爾高阿爾卑斯山脈的一部分，海拔高度2,268米，每年平均降雨量1,730毫米。